# Коваль Іван Володимирович
Іва́н Володи́мирович Кова́ль (1997—2022) — молодший сержант Збройних сил України. Учасник російсько-української війни.

## Життєпис
Народився 27 лютого 1997 року у селі Хрипівка на Городнянщині. Батько ростив Івана сам. Після закінчення школи працював механіком.
У 2014 році закінчив Городнянську районну гімназію № 1. Навчався у Чернігівському вищому професійному училищі № 15. Восени 2016 року був призваний на строкову службу до лав Збройних сил України, потім продовжив військову службу за контрактом. Восени 2021 року підписав другий контракт. Коли розпочалась війна на сході України пішов служити в 1-шій окремій танковій бригаді.
Загинув в день свого народження, захищаючи Чернігів — в його танк, який стояв на Масанах, 27 лютого влучила ворожа ракета.
Похований 8 квітня 2022 року в рідному місті.